# Conopora anthohelia
Conopora anthohelia är en nässeldjursart som beskrevs av Stephen D. Cairns 1991. Conopora anthohelia ingår i släktet Conopora och familjen Stylasteridae. Inga underarter finns listade i Catalogue of Life.